# Estación de Mas del Rosari
Mas del Rosari es una estación de la línea 4 de Metrovalencia que fue inaugurada el 23 de septiembre de 2005. Se encuentra en el barrio de La Coma, en el municipio de Paterna, y es una de las cabeceras de la línea. Dispone de un bucle por el que dan la vuelta los tranvías en dirección a Doctor Lluch.
La estación forma parte del ramal que une las estaciones de À Punt y Mas del Rosari, a través del Parc Científic.